# Komāj Khowr
Komāj Khowr (persiska: کماج خور) är en ort i Iran.   Den ligger i provinsen Khorasan, i den nordöstra delen av landet, 700 km öster om huvudstaden Teheran. Komāj Khowr ligger 516 meter över havet och antalet invånare är 219.
Terrängen runt Komāj Khowr är platt åt nordväst, men åt sydost är den kuperad.Runt Komāj Khowr är det ganska glesbefolkat, med 28 invånare per kvadratkilometer. Närmaste större samhälle är Chāpeshlū, 6,3 km väster om Komāj Khowr. Omgivningarna runt Komāj Khowr är i huvudsak ett öppet busklandskap.